# Rio Claro (Trinité)
Rio Claro est une ville de l'île de Trinité (Trinité-et-Tobago), chef-lieu de la région de Rio Claro-Mayaro. 
Sa population s'élève à environ 3 000 habitants.